# Bartholomäuskirche (Barthelmesaurach)

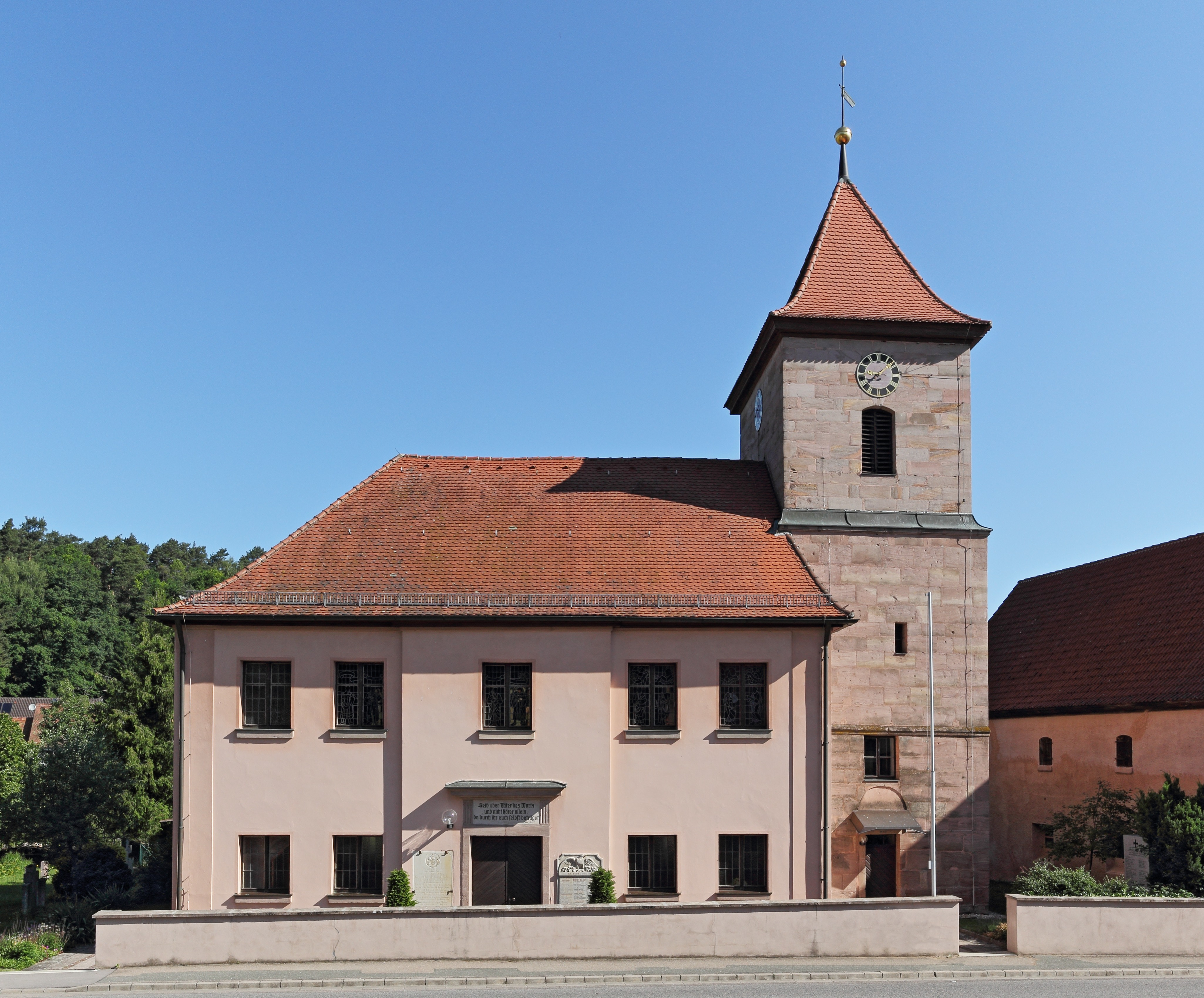
Barthelmesaurach, Bartholomäuskirche

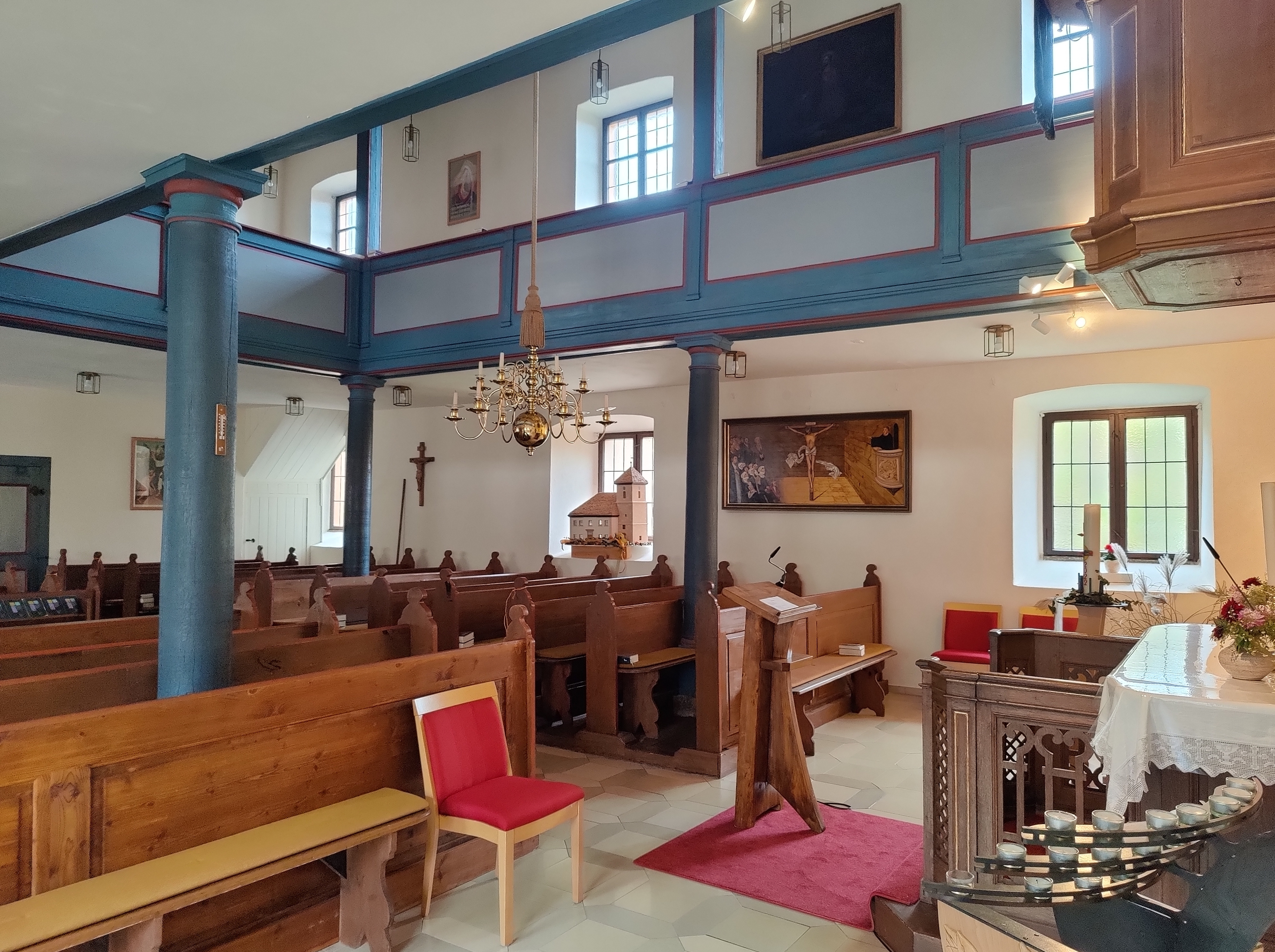
Innenraum (2022)

Die evangelische Bartholomäuskirche ist ein denkmalgeschütztes Kirchengebäude, das in Barthelmesaurach, einem Gemeindeteil der Gemeinde Kammerstein im Landkreis Roth (Mittelfranken, Bayern), steht. Das Bauwerk ist unter der Denkmalnummer D-5-76-128-10 als Baudenkmal in die Bayerische Denkmalliste eingetragen. Die Kirchengemeinde gehört zur Region Mitte-West des Dekanats Schwabach im Kirchenkreis Nürnberg der Evangelisch-Lutherischen Kirche in Bayern.

## Beschreibung
Der Chorturm stammt im Kern aus dem späten 14. Jahrhundert und gehörte damals zu einer Wehrkirche. An ihn wurde 1804 nach Westen das Langhaus angebaut. Außerdem wurde der quadratische Chorturm um ein Geschoss aufgestockt und mit einem Pyramidendach bedeckt. Das Geschoss beherbergt die Turmuhr und den Glockenstuhl, in dem vier Kirchenglocken hängen. 
Der mit umlaufenden Emporen ausgestattete Innenraum des Langhauses ist mit einer Flachdecke überspannt, der Chor, d. h. das Erdgeschoss des Chorturms, mit einem Kreuzgewölbe. Die Orgel mit 13 Registern auf zwei Manualen und Pedal wurde 1929 von Philipp Sieber gebaut.